# Andělín Novák
Andělín Novák (8. listopad 1878 Malé Hoštice u Opavy – 21. květen 1955, Hlučín) byl učitel, okresní školní inspektor na Hlučínsku, archivář a slezský buditel.

## Biografie

### Mládí a dospívání
Andělín Novák se narodil 8. listopadu 1878 v Malých Hošticích u Opavy, jeho otec Augustýn Jan byl tesařem a spolu s matkou Janou vlastnili menší hospodářství. Po smrti otce v roce 1880, připadla veškerá starost o hospodářství a děti matce, která pocházela ze selského rodu Witteczků z Kateřinek. Obecnou školu navštěvoval Andělín Novák ve vsi. Vyučování zde bylo už německé, ale náboženství se stále vyučovalo moravsky. Na další studium v Prusku rodina neměla peníze, ale blízkost Opavy znamenala pro mnoho lidí z této části Pruska možnost zaměstnání a také starší děti zde navštěvovaly německé školy. V Opavě bylo sice české gymnázium, ale navštěvovat jej bylo pro pruského občana nemyslitelné. O jeho budoucím studiu rozhodla rodina, i když sám od dětství říkal, že bude učitelem. Andělín tak začal navštěvovat Německou měšťanskou školu v Opavě a po třech letech Německý učitelský ústav v Opavě. Vlivem svého kamaráda se zde přihlásil na hodiny češtiny, což postupně posílilo jeho pročeské cítění, které bylo již formováno v dětství. Po čtyřech letech studia úspěšně složil maturitní zkoušku a získal vysvědčení z učitelské způsobilosti pro německé a české školy.

### Učitelem v Rakousku
Novák si na poměry v Rakousku zvykl a také české vědomí jej přimělo stát se českým učitelem. Podal si žádost u okresní školské rady v Opavě, a jelikož zájem o české školy byl malý, bylo jeho žádosti vyhověno. Své první učitelské zkušenosti získal od roku 1898 v Lukavci na Bílovecku, což byla česká obec na poněmčeném území Bílovecka. Škola byla česká, ale správa obce byla německá, a to až do roku 1904. Vedle působení ve škole byl členem učitelské jednoty Pohorské či hasičského spolku, pro který zřídil českou čítárnu. Po roce 1905 se stal tajemníkem okresního starostenského sboru na Bílovecku. V Lukavci se také seznámil se svou ženou Josefou, se kterou měl syna Jaroboje a dceru Drahomíru. V roce 1910 vykonal zkoušku učitelské způsobilosti pro měšťanské školy z předmětů matematiky, fyziky, přírodopisu a němčiny. Vyučování na měšťanských školách přinášelo i lepší platové podmínky, a proto Novák hledal umístění na některé z těchto škol. Získal místo na veřejné chlapecké škole v Orlové, na území s obyvatelstvem tří národností. V Orlové se stal členem několika českých spolků - Sokol, Odbor Slezské Matice osvěty lidové, Hasičský sbor či Učitelská jednota orlovská, kde pomáhal vydávat časopis pro český lid na Těšínsku „Obrana Slezska“.

### První světová válka
Jeho intenzivní práci ve škole a osvětovou činnost přerušila I. světová válka. Novák nastoupil v listopadu roku 1914 nejprve k 31. těšínskému zeměbraneckému pluku, v té době umístěném v Uničově, a poté k 13. zeměbraneckému pluku v Olomouci. Během jara 1915 navštěvoval školu pro rezervní důstojníky v Opavě, kterou ukončil v hodnosti kadeta. V červenci 1915 se dostal na východní frontu, kde po dvou měsících padl do ruského zajetí. Tři roky poté strávil v zajateckém táboře v Caricynu na předměstí Dar Goda, kde se naučil výborně rusky. Po návratu do Orlové vykonával z pověření Národního výboru na několika místech republiky přednášky o Těšínsku. Roku 1919 byl ustanoven ředitelem nové měšťanské školy v Petřvaldě.

### Okresním školním inspektorem v Československu

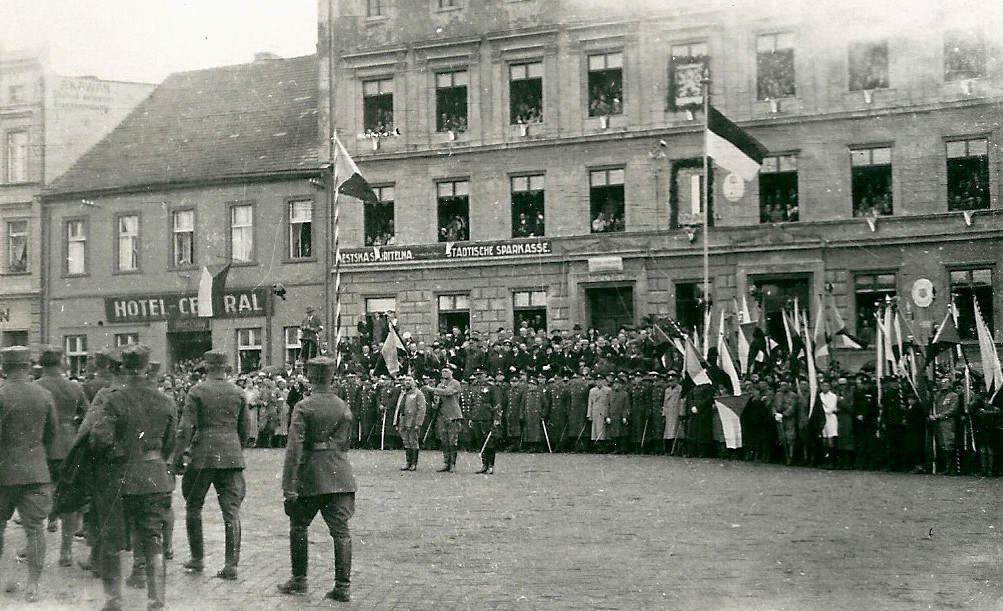
Vystoupení Sokolské jednoty Hlučín na náměstí v Hlučíně u příležitosti předávání praporu hraničářskému pluku 11. září 1938.

Po připojení Hlučínska k Československé republice v roce 1920 se hledala osoba, která by byla schopna nově organizovat školství na Hlučínsku. Školství do té doby zde bylo pouze německé a české školy se teprve zřizovaly, stejně tak zde byl nedostatek kvalifikovaných českých učitelů. Volba padla na Nováka, jako osvědčeného školského pracovníka a znalce hlučínských poměrů z doby před válkou. Vědomí jeho občanské povinnosti pomoci při budování nové republiky na tak zvláštním místě jako bylo Hlučínsko, přivedlo Nováka v březnu 1920 na nové místo školního inspektora do Hlučína. Některé školy na Hlučínsku připadly do státní správy a Novák se tak stal inspektorem národních státních škol v hlučínském a bíloveckém okrese.

### Druhá světová válka
Roku 1938 se jeho téměř dvacetiletá práce zhroutila. Dne 30.11.1938 jej zprostilo ministerstvo školství funkce školního inspektora na Hlučínsku a přeložilo jej jako šedesátiletého do výslužby. Opustil Hlučínsko a s rodinou se evakuoval do Dobré v okrese Frýdek, kde nepřestával být činným. V době okupace znalo německé gestapo jeho činnost na Hlučínsku a v říjnu 1941 při sokolské akci ostravského gestapa byl zatčen. Strávil celkově šest týdnů v Brně v Kounicových kolejích. Poté byl propuštěn a konec války prožil v Dobré u Frýdku.

### Poválečná léta a německá otázka na Hlučínsku
Po válce byl jako člen sociálních demokratů zvolen do Místního národního výboru v Dobré a stal se i jeho předsedou. Ostře vystupoval proti plánovanému vysídlení obyvatel Hlučínska v rámci Benešových dekretů, aktivně se snažil vysvětlovat složitou národnostní situaci v regionu a bojovat proti předsudkům české společnosti vůči jeho obyvatelům. Zejména v tisku kritizoval negativní pohled spisovatele A.C. Nora. Po smrti své manželky v červnu 1947 však odevzdal svůj úřad a odstěhoval se ke své dceři Drahomíře Strádalové do Hlučína. Ve školním roce 1947/1948 pracoval ještě jako výpomocný učitel matematiky, rýsování a ruského jazyka na Státním reálném gymnáziu v Hlučíně. V následujícím roce zemřel předčasně jeho syn Jaroboj.
V květnový čtvrtek roku 1955 jej však našli žáci vlastivědného kroužku v bezvědomí. Postihlo jej krvácení do mozku a po 10 dnech 21. května 1955 zemřel. Za veliké účasti byl pohřben na hlučínském hřbitově u kostela sv. Markéty.

## Spolková činnost

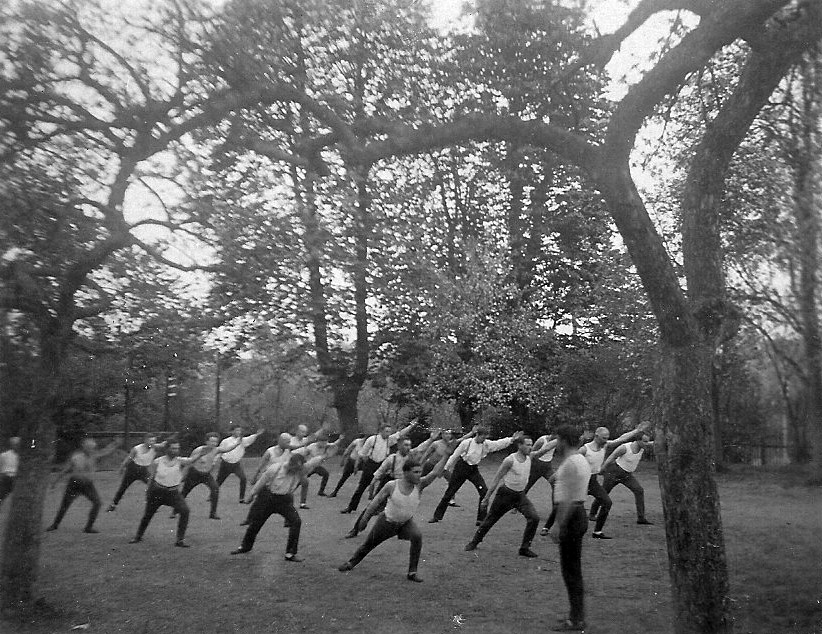
První cvičení Sokola v Hlučíně, zahrada sirotčince Charlottenstift, 1922.

Mimoškolně se Novák angažoval v Okresním osvětovém sboru v Hlučíně, pro který vykonával řadu přednášek, v Matici osvěty lidové a léta byl členem Ústředního výboru Matice slezské osvěty lidové v Ostravě.
Řadu let byl členem a funkcionářem učitelských jednot, hasičských spolků v Lukavci, Orlové, Hlučíně i v Dobré. Byl členem Československého červeného kříže, Klubu českých turistů, od roku 1919 člen sokolských jednot v Orlové a Hlučíně, kde cvičil až do roku 1949. Od roku 1918 pracoval ve straně sociálně-demokratické, zejména v její Masarykově dělnické akademii, a v roce 1948 se stal členem KSČ.
Novák rovněž přispíval svými články do řady časopisů. Jednalo se například o časopis Český lid, Vlastivědné listy, Moravský kalendář, Věstník Matice opavské, Česká země, Těšínský kalendář a jiné. Jeho články se zejména týkaly Hlučínska. Objevovala se v nich témata života obyvatel, pověstí, významných osobností, také historického vývoje, z větší části rovněž školství na Hlučínsku a jiné náměty.

## Muzejní činnost
Roku 1948 se stal kronikářem města Hlučína a také jeho prvním poválečným archivářem. Jako školní inspektor shromáždil významné listiny a doklady o hlučínské české minulosti a ochránil je i před gestapem (např. Jandovu kroniku či Lelkův slabikář), dále pak místní kroje, náčiní běžné denní potřeby a archeologické nálezy z různých částí regionu.
Funkci správce Městského muzea v Hlučíně zastával až do své smrti.

## Publikace
- Hlučínské pověsti. Moravský kalendář, 1928, s. 68-69.
- Jaké bývaly svatby v okolí služovském. Moravský kalendář, 1928, s. 70.
- Národní život na Hlučínsku jindy a nyní. Česká Země, 1929-30, č. 6. s. 151-156.
- Jak se z hlučínských Moravců stávali pruští vlastenci. Věstník Matice Opavské, 1930, roč. 35, s. 31-34.
- Obrázky z Hlučínska : Jag Jozef ježdil za valutum – do Račibořa, do Vídňa. Těšínský kalendář, 1930, s. 93-96.
- Pruská kulturní politika na Hlučínsku a Horním Slezsku před Světovou válkou. Věstník Matice Opavské, 1930, roč. 35, č. 2, s. 32-43.[7]
- Český jazyk v pruských školách na Hlučínsku. Věstník Matice Opavské, 1937, roč. 42, s. 129-142.
- Stará škola v Kravařích. In Osvěta lidu 2: Krajem za Opavicí, 1947, s. 27-28.
- Škola v Bolaticích. In Osvěta lidu 2: Krajem za Opavicí, 1947, s. 28-29.
- Jak nastupovali učitelé svůj úřad. In Osvěta lidu 2 Krajem za Opavicí, 1947, s. 35-37.
- Hlučínsko kulturní. Český lid, 1950, roč. 5, č. 1-2, s. 29-36.
- Rodáci z Hlučínska. Český lid, 1950, roč. 37, č. 5, s. 36.
- Můj domov. Vlastivědné listy, 1985, roč. 11, č. 1, s. 21-23.
- Jak jsme žili doma v Hošticích. Vlastivědné listy, 1986, roč. 12, č. 1, s. 30-32.